# Ashes of Vengeance

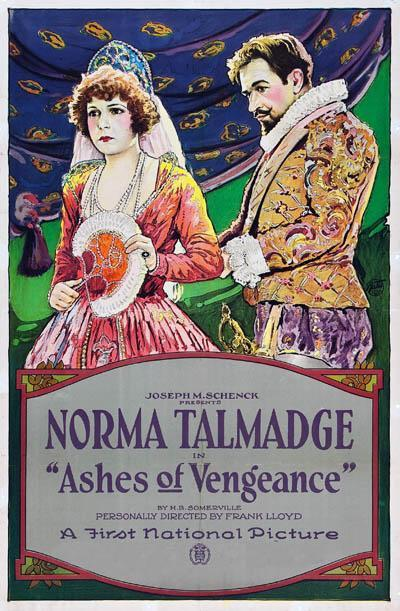
Cartell de la pel·lícula

Ashes of Vengeance és una pel·lícula muda dirigida per Frank Lloyd i protagonitzada per Norma Talmadge, Conway Tearle i Wallace Beery. Basada en la novel·la homònima de H. B. Somerville, es va titular “Purple Pride” abans del seu títol definitiu. La producció, que va costar uns 750.000 dòlars, es va estrenar el primer d'octubre de 1923.

## Argument
La història comença en el ball de celebració de les noces d'Enric de Navarra, germà del rei Carles IX de França. Allà, el comte de la Roche intenta seduir Margot de Vaincoire, promesa de Rupert de Vrieac. Ells dos són hugonots però el comte de la Roche és catòlic i Rupert i el comte han estat enemics durant anys. En veure l'actitud del comte, Rupert el repta a un duel i tot i que el guanya li perdona la vida. En el mateix ball Caterina de Mèdici persuadeix el seu fill de signar el decret d'extermini dels hugonots. El comte de la Roche és enviat a matar Rupert de Vrieac però decideix salvar-li la vida i el porta a la mansió de Margot on la seva guàrdia protegeix la casa de l'atac de la multitud. El comte ofereix que els dos salvaran la vida si de Vrieac accepta ser un servent seu durant cinc anys.
Al castell de la Roche, Rupert s'enamora de la germana del comte, Yoeland, però aquesta el tracta fredament ja que coneix qui és. Tot i això, la seva actitud canvia quan Rupert la salva a ella i a la seva germana Anne de l'atac d'un llop que s'ha escapat. Yoeland, escortada per Rupert, visita la seva cosina Denise la qual ha estat promesa a la força pel seu pare amb el duc de Tours. Denise no es vol casar ja que estima un noble sense riquesa, Phillipe de Vois. Quan el duc de Tours arriba per a la boda el pare de Denise és cridat a París i el duc es queda a càrrec del castell. Aquest es revela com un brut borratxo que terroritza els servents i intenta seduir Yoeland i, alhora, una jove servent que per aconseguir-ho assassina un guarda que és el seu promès.
Per venjar l'assassinat els altres guardes del castell decideixen atacar el duc però Yoeland demana a Rupert que protegeixi el duc ja que és el convidat del seu oncle. Rupert i alguns homes s'enfronten a la guàrdia del castell. Mentrestant, el pare Paul aconsegueix marxar del castell i avisa Phillipe de Vois que amb els seus homes salva Rupert i el duc. Durant la batalla Yoeland s'adona que estima Rupert però en descobrir mentre guareix les seves ferides que aquest duu un floc de cabells rossos es pensa que encara estima Margot.
Els homes del duc torturen el germà del guarda assassinat, instigador de l'assalt, fins que Yoeland ho atura. Phillipe de Vois i Denise s'escapen sense que el duc faci res per impedir-ho ja que amenaça Yoeland de cegar Rupert amb un ferro roent si no es casa amb ell. Ella accepta però els guardes del castell els rescaten. Es produeix un duel entre el duc i Rupert i la serventa enamorada del guarda assassinat acaba apunyalant el duc per l'esquena. Yoeland demana al seu germà d'alliberar Rupert del seu compromís de servitud i després de saber que el floc de cabells rossos són de la nina d'Anne, que li havia donat com a testimoni, Yoeland i Rupert es declaren el seu amor.

## Repartiment
- Norma Talmadge (Yoeland de Breux)
- Conway Tearle (Rupert de Vrieac)
- Wallace Beery (Duc de Tours)
- Josephine Crowell (Caterina de Mèdici)
- Betty Francisco (Margot de Vancoire)
- Claire McDowell (tieta de Margot)
- Courtenay Foote (Comte de la Roche)
- James Cooley (Paul)
- George Beranger (Carles IX)
- Boyd Irwin (Duc de Guise)
- Jeanne Carpenter (Anne)
- Winter Hall (el bisbe)
- William Clifford (André)
- Murdock MacQuarrie (Carlotte)
- Carmen Phillips (Marie)
- Hector Sarno (Gallon)
- Frank Leigh (Lupi)
- Earl Schenck (Blais)
- Mary McAllister (Denise)
- Lucy Beaumont (Charlotte)
- Forrest Robinson (pare Paul)
- Kenneth Gibson (Phillipe)
- Rush Hughes (noi soldat)
- Howard Truesdale (vescomte de Briege)